# Pressupostos Generals de l'Estat
Els Pressupostos Generals de l'Estat (PGE) és la relació detallada de les despeses i les previsions d'ingressos que la Hisenda Pública espanyola efectuarà durant l'any corresponent, referint-se al sector públic espanyol. Aquest pressupost ha d'estar d'acord amb el pla econòmic de l'Estat, en el qual es detallen els objectius econòmics i les previsions sobre el conjunt de l'economia. S'expliquen en cada llei dels pressupostos generals de l'Estat, regulats per l'article 134 de la Constitució Espanyola del 1978.
La normativa que les regula són la normativa general més les lleis anuals de pressupostos generals de l'estat, les ordres ministerials anuals sobre l'elaboració dels pressupostos i les resolucions de la Direcció General de Pressupostos.
Són preparats anualment pel Ministeri d'Economia i Hisenda. El govern d'Espanya el presenta al Congrés dels Diputats, que vota en primer lloc la seva admissió genèrica, que de prosperar suposen la devolució al govern. Superat aquest tràmit, la capacitat de canvis per esmenes parcials està subjecta a la no alteració de l'equilibri pressupostari. Posteriorment passen al Senat, que fa una segona lectura, però amb una capacitat d'alterar-los molt limitada. Hi ha un últim enviament al Congrés.
En el cas que no s'aprovin es preveu la pròrroga del pressupost de l'exercici anterior.

## Evolució normativa
En el segle xix hi havia legislació en matèria pressupostària trobada en les lleis de comptabilitat de 1850 i 1870.
En el segle xx, la legislació més important respecte dels pressupostos estatals va ser la Llei d'Administració i Comptabilitat de l'1 de juliol de 1911. Aquesta llei es va mantindre vigent fins a la Llei General Pressupostària de 1977, passant moltes modificacions.
La Llei d'Administració i Comptabilitat establia que els Pressupostos Generals de l'Estat expressava les obligacions de l'Hisenda que havien de ser satisfetes en un any en relació amb els serveis que s'havien de fer durant eixe any i el càlcul dels recursos o mitjans realitzables per a complir aquestes obligacions. També establia que es farien cada dos anys, tancant-se cada any de manera separada.
L'article 35 establia que s'estructurara en dos parts: la primera que es referira a les obligacions generals de l'Estat (Casa Reial, cossos colegisladors, deute públic i classes passives) i la segona a les obligacions dels departaments ministerials.
L'Ordre Ministerial de 26 de juliol de 1957 introduí canvis importants en l'estructura econòmica dels PGE.
El Decret 6/1962 de 18 de gener implicà un tractament més complet de les fases de gestió de la despesa pública. L'Ordre Ministerial d'1 d'abril de 1967 sentà les bases per a una classificació dels ingressos i despeses més moderna.
La Llei de 19 de desembre de 1974 de Pressupostos Generals de l'Estat per a 1975 establí en l'article 44 que els pressupostos foren formats cada any.
La Llei 11/1977, de 4 de gener, General Pressupostària establia que solament les societats estatals que rebien subvencions havien de presentar pressupostos que havien de ser aprovats en Consell de Ministres. Unificava en un sol text diverses normes i regulava matèries que encara no havien rebut suport legal. Aquesta llei seria derogada més avant amb el Reial Decret Legislatiu 1091/1988 de 23 de setembre.
La Llei General Pressupostària proposà classificar els crèdits per programes.
La Constitució espanyola de 1978 establí les característiques generals dels PGE en l'article 134.2.
El Reial Decret 324/1986, de 10 de febrer, establí un nou sistema d'informació comptable per l'Administració de l'Estat. Aquest es posà en marxa des del 1986.
El Reial Decret Legislatiu 1091/1988 de 23 de setembre, aprovà el Text Refòs de la Llei General Pressupostària. Amb aquesta norma jurídica s'especificà què englobava el terme "sector públic estatal" empleat per la Constitució i l'introducció de l'obligació de totes les societats estatals de presentar pressupostos que han de ser aprovats pel Consell de Ministres.

## Història general
Des de 1984, el tipus de pressupost que se sol presentar és el pressupost per programes.
El 2006 el Tribunal de Comptes demanà al govern espanyol els documents utilitzats per a elaborar els PGE. Aquestes accions del Tribunal de Comptes foren criticades negativament adduint que no es competència seua el fiscalitzar els PGE durant la seua elaboració.
El 2016 el PSPV demanà a l'estat central que augmentara les inversions destinades a les carreteres del País Valencià.

## Estructura
Les despeses i els ingressos són classificats de diverses maneres perquè s'obtinga informació dels PGE des de diversos angles i alhora es facilite l'assignació de recursos.

### Crèdit de despeses
Els crèdits del pressupost de despeses són classificats per programes i de manera auxiliar seguint la classificació orgànica i l'econòmica. Cada crèdit està identificat mitjançant el codi comptable que segueix la següent estructura: AA, BB, CCC.X, DDD.EE.
On: AA és el departament ministerial; BB és la Direcció General o servei del departament ministerial; CCC.X és el programa (grup de funció, funció, subfunció i programa); i DDD.EE és la classificació econòmica de la despesa.

### Ingressos
Els ingressos són classificats solament de forma orgànica i econòmica.

### Pressupostos dels agents que integren el sector públic estatal
Els pressupostos són:
- Pressupostos de l'Estat
- Pressupostos dels organismes autònoms administratius
- Pressupostos de la Seguretat Social
- Pressupostos dels organismes autònoms comercials, industrials o financers
- Pressupostos de les societats estatals
- Pressupostos d'altres ens públics

## Presentació
La presentació a les Corts Generals és una tasca complexa. Els Pressupostos Generals de l'Estat es presenten en forma de documentació, agrupada en sèries.

### Documents amb efectes legals
Vulgarment són coneguts com la sèrie roja.
Constitueixen els PGE pròpiament dints i consten dels llibres:
- Articulat de la Llei de Pressupostos.
- Pressupostos d'ingresso dels agents que integren el sector públic estatal.
- Presuspostos de despeses per programes: format per un llibre per cada secció.
- Annex amb projectes d'inversió vinculants substituïbles o variats solament mitjançant procediments reglats especials.
- Estats financers dels organismes comercials, industrials o financers.
- Pressupostos d'explotació i capital de les societats estatals.

### Documents explicatius dels anteriors
Vulgarment són coneguts com la sèrie groga.
Conté llibres que expliquen les xifres grans i les diferències respecte l'exercici anterior. Consta dels següents llibres:
- Informe econòmic financer.
- Memòries explicatives de les diferències amb el pressupost anterior.[26]
- Pressupost consolidat dels agents del sector públic estatal excepte les societats estatals.[27]

### Documents auxiliars de gestió
Vulgarment són coneguts com la sèrie verda.
Són els documents necessaris per a la gestió pressupostària que no reben aprovació oficial de les Corts Generals. Consten:
- Annex de desenvolupament orgànic econòmic dels pressupostos de l'Estat.
- Annex de desenvolupament orgànic econòmic dels pressupostos dels organismes autònoms administratius.
- Annex de desenvolupament dels pressupostos dels organismes comercials, industrials o financers.
- Annex de desemvolupament dels pressupostos dels altres ens públics.
- Annex de projectes d'inversions reals.
- Annex dels fluxes financers entre Espanya i les Comunitats Europees.
- Llibre general de resums.

### Documents de desenvolulpament informatiu
Vulgarment són coneguts com la sèrie gris.
Són els llibres que amplien o especifiquen les dades quantitatives reflecitdes en els pressupostos de cada agent del sector públic estatal. Consta de:
- Annex de personal.
- Catàlegs de llocs de treball dels funcionaris de l'estat i dels organismes autònoms.
- Catàlegs de llocs de treball del personal de la Seguretat Social.
- Catèlgs de llocs de treball del personal laboral de l'Estat i dels organismes autònoms.
- Informe sobre cessió de tributs a les comunitats autònomes.
- Programa d'inversions públiques quatriennal.
- Liquidació del pressupost últimament tancat.
- Avançament de liquidació del pressupost en curs.
- Altres documents de cojuntura o específics.

## Elaboració
L'elaboració passa per diverses fases.
Primer, es determina el marc macroeconòmic. Açò consisteix en fixar els montants que pot ascendir el consum i la inversió pública tenint en compte el dèficit suportable per la política monetària. Es té en compte variables econòmiques com l'evolució del PIB i a taxa d'inflació.
Una vegada definit les variables quantitatives, es determinen les despeses i serveis públics prioritaris. Les prioritzacions poden referir-se a l'exercici d'un any o, més habitualment, a l'exercici de quatre anys. La preparació dels PGE es fa des d'un punt de vista a llarg termini, pensant en quatre anys. Esta informació està continguda en el document titulat Escenaris macroeconòmics i pressupostaris.
Segons estableix l'article 54 del RDL 1091/1988 de 23 de setembre, els òrgans constitucionals, els ministeris i altres òrgans estatals remeten al Ministeri d'Economia i Hisenda abans de l'1 de maig els estats de despeses documentats. Els ministeris presenten un sol pressupost per cada organisme adscrit a aquest.
L'ordre ministerial d'instruccions per a l'elaboració dels PGE és una norma anual que marca l'inici del cicle pressupostari de cada exercici. Conté els aspectes cojunturals del procés d'elaboració i les normes que ordenen el procés de discussió entre ministeris. Regula normalment els següents aspectes: l'estructura de programes i els canvis que es facen a l'estructura econòmica vigent; els elements fonamentals per a l'elaboració del pressupost plurianual; la documentació a remetre per part dels departaments ministerials perquè es justifique les peticions de despesa; i els terminis per a remetre els documents.
Els centres gestors elaboren formularis segons indica l'ordre ministerial per sol·licitar recursos financers i humans. Aquests formularis són enviats a la Direcció General de Pressupostos mitjançant les oficines pressupostàries dels departaments ministerials. Les oficines que tenen aquests formularis els remeten a la Direcció General de Pressupostos per via informàtica, constintuïnt l'avantprojecte del pressupost presentat pel departament ministerial.
L'avantprojecte de pressupost de despeses s'elabora seguint allò que marca l'ordre ministerial. Paral·lelament s'elabora l'avantprojecte de pressupost d'ingressos de l'Estat.
Les Comissions Funcionals de la Despesa Pública assignen recursos després de prioritzar objectius i proposar una assignació funcional de despeses. Estan formades pel secretari d'estat d'Hisenda (qui les presideix) i hi participen secretaris d'estat i subsecretaris dels ministeris afectats. Es formen sis comissions d'aquestes: Fiscalitat, despesa pública i treball; Eficàcia i control en la gestió dels recursos públics; El Pressupost i la potenciació del capital humà; Polítiques de protecció social; El Pressupost davant la perspectiva del mercat únic europei; i Política regional i infraestructures. Aquestes comissions funcionals substituïren les que hi havia el 1988.
Després de prioritzar les despeses, es distribueixen les despeses per programes per part de les Comissions d'Anàlisis de Programes. Aquestes comissions són presidides pel secretari general de Planificació i Pressupostos.
La Direcció General de Pressupostos, quan ha rebut la documentació remitida per les oficines pressupostàries de cada ministeri, ajusta la documentació a les normes emanades de les Comissions Funcionals en les Comissions d'Anàlisis de Programes.
Després d'assignar els recursos per programes, s'alabora informàticament els estats de despesa remitits al govern (que sol fer-se a la fi de juliol) perquè els analitze i propose redistribucions i variacions segons estime.
El pressupost d'ingressos de l'Estat és format per la Direcció General de Pressupostos segons les seues previsions i el Ministeri d'Economia i Hisenda i la Direcció General de Tributs.
D'acord amb això, el Ministeri d'Hisenda i Economia sotmet a l'acord del govern l'avantprojecte de llei de PGE. A la fi de juliol sol estar preparat el primer avantprojecte, que és discutit pel Consell de Ministres abans de les vacances d'estiu. L'avantprojecte sol quedar aprovat a la fi de setembre, després de les modificacions fetes per les orientacions polítiques per la priorització de despeses i/o assignacions de despeses addicionals. Aquest avantprojecte es converteix en el projecte de llei que és presentat al Congrés dels Diputats.
La presentació del projecte de PGE pot prorrogar-se. Si s'ajorna unes poques dates, hi ha termini suficient per a ser aprovat abans del primer de gener de l'any de la seua vigència, de manera que no cal prorrogar-la. En cas d'ajornament excessiu perquè es discutisquen i aproven abans del primer de gener i fins i tot si s'arriben a presentar però massa tard, la Constitució permet que es prorroguen els pressupostos en vigor si la llei de pressupostos no és aprovada abans del primer dia de l'exercici corresponent.
En el cas de pròrroga, s'empleen reial decret-llei per a posar en marxa programes de despesa de caràcter urgents. Quan els PGE són definitivament aprovats a les Corts Generals, s'imputen els crèdits extraordinaris a les partides de despesa de naturalesa anàloga.
Una vegada aprovat l'avantprojecte, el govern remet com projecte de llei al Congrés dels Diputats abans de l'1 d'octubre perquè siga aprovat, esmenat o tornat per les Corts Generals. L'article 134.3 del Text Refòs estableix que el govern ha de presentar els PGE al Congrés mínim abans de tres mesos de l'acabament dels PGE de l'any anterior (30 de setembre). El projecte de llei de PGE quan és rebut al Congrés, ha de ser publicat al Butlletí Oficial de l'Estat junt als resums més destacables d'ingressos i despeses, amb el qual s'inicia el termini de presentació d'esmenes.
Les esmenes a l'articulat poden pretendre la modificació, supressió o afegit i inclouen les que afecten a les xifres de despeses o ingressos continguts en estats numèrics. Poden ser presentades per diputats o grups parlamentaris.
Les esmenes a la totalitat afecten els principis del projecte de llei i poden implicar la devolució al govern o la substitució per altre text complet alternatiu. Solament poden ser presentades per grups parlamentaris.
Si una esmena implica augmentar el crèdit o disminuir els ingressos, requereix que el govern hi estiga conforme perquè siga tramitada.
El govern respon de manera raonada en el termini de 15 dies després de tindre coneixement de l'esmena. Si no contesta a una esmena, aquesta queda entés que el govern està d'acord amb l'esmena.
Es fa un debat a la totalitat en el ple del Congrés dels Diputats si es presenten esmenes a la totalitat. Si no hi haguera cap esmena a la totalitat, el debat s'iniciaria en la Comissió de Pressupostos del Congrés.
En el cas de devolució acordat al ple, el projecte queda rebutjat i el president del Congrés dels Diputats ho comunica al president del Govern espanyol. Si no s'aprova cap esmena a la totalitat, és remès a la Comissió de Pressupostos.
Quan el debat de la totalitat i el termini per a presentar esmenes a l'articulat s'acaba, la Comissió de Pressupostos nomena una ponència que redacte un informe en el termini de 15 dies sobre el compliment de les disposicions normatives vigents en la tramitació del projecte i sobre l'admissibilitat a tràmit de les esmenes presentades. Després de l'informe, es debat el projecte en el la Comissió de Pressupostos. Es podran tramitar noves esmenes en casos excepcionals: esmenes tècniques i esmenes transaccionals. Les primeres pretenen corregir errors tècnics, terminològics o gramaticals i les segones pretenen arribar a un acord entre el text d'un article o crèdit pressupostari i les esmenes formulades a aquest.
Quan s'acaba de debatre el projecte en la Comissió, la Comissió emet un dictamen que recull les esmenes incorporades al text del projecte i està signat pel president de la Comissió i un secretari. El dictamen és remès al president del Congrés dels Diputats perquè continue la tramitació.
Durant les 48 hores des de la tramitació del dictamen, han de comunicar per escrit els grups parlamentaris al president del Congrés les esmenes votades en la Comissió i no incorporades al dictamen que volen defensar en el ple.
Es fa el debat en el ple sobre cada article i els crèdits i esmenes corresponents, durant el qual la Presidència pot admetre esmenes transaccionals o tècniques. Es vota cada crèdit de les seccions pressupostàries per separat. Quan s'acaba el debat, el projecte de llei, amb les esmenes aprovades en el debat, és publicat en el BOE i és remès al Senat.
Al Senat d'Espanya, es distribueix el projecte de llei entre els senadors i es dona el termini de 10 dies per a presentar esmenes o propostes de veto (esmena de totalitat). La proposta de veto pot ser presentada per grups parlamentaris.
La tramitació de la llei de pressupostos al Senat té preferència sobre tot allò altre. Per això la tramitació al Senat consta de 20 dies en compte de dos mesos.
El tràmit s'inicia en la Comissió de Pressupostos la tramitació, nomenant entre els seus membres una ponència que informa el contingut del projecte de llei i les esmenes. Es debat en la comissió començant per les propostes de veto i les esmenes que impugnen tot el contingut d'una secció del pressupost. Poden ser admeses les esmenes sobre un article o crèdit sempre que tendisquen a arribar a un acord entre les esmenes i el text i les esmenes tècniques. El resultat és un dictamen que incorpora esmenes admeses en la Comissió. Els senadors o membres de la comissió amb esmenes rebutjades poden formular vots particulars per a defendre'ls al ple del Senat.
El ple rep el dictament i s'inicia el debat sobre el projecte de llei. Es fa un debat de totalitat, en el qual es debat i vota cada proposta de veto, requerint majoria absoluta per a l'aprovació.
Si una proposta de veto és aprovada, el president del Senat dona per acabat el debat i ho comunica al president del govern i al del Congrés, traslladant-los el text de la proposta. Si cap proposta de veto és aprovada, segueix el debat amb la defensa de les esmenes per part d'aquells senadors que hi havien indicat abans.
El debat i votació es fa per cada esmena i es vota l'aprovació dels crèdits de les seccions una per una. Una volta acabat aquestes actuacions, és publicat el projecte de llei amb les modificacions incorporades pel Senat al Butlletí Oficial de les Corts i és remès al Congrés dels Diputats.
Els projectes de llei de PGE aprovats pel Congrés i vetats o esmenats pel Senat són sotmesos a consideració nova pel ple.
Si fou vetat, es faria un debat a la totalitat al Congrés. Davant el veto del Senat, si el Congrés aprova amb majoria absoluta el text del projecte, continua la tramitació, tenint prevalència la Cambra Baixa sobre l'Alta. Si han transcorregut dos mesos des de la interposició del veto i el text del projecte rep un vot favorable de majoria simple, el veto del Senat quedaria alçat. Si no s'obté tal majoria simple, el projecte seria tornat al govern i el president del Congrés ho comunicaria al president del govern.
Si hi esmenes admeses al Senat i incorporades al projecte, seran debatudes i votades al ple i quedaran definitivament incorporades al text les que siguen votades favorablement per una majoria simple.
Una vegada aprovat el projecte de llei, és publicat en el Butlletí Oficial de les Corts i posteriorment en el Butlletí Oficial de l'Estat, on entra en vigor l'1 del gener següent.

### Altre tràmit
Les compareixences es fan tant al Congrés com al Senat abans de la discussió legislativa del projecte de llei de PGE. La Comissió de Pressupostos de la cambra corresponent cita alts càrrecs, presidents o directors de societats estatals o ens públics i funcionaris per a obtindre informació puntual i detallada sobre el contingut dels PGE presentats i els principis inspiradors d'aquests. Les respostes d'aquests poden ser verbals o per escrits.

## Llista i desenvolupaments dels distints pressupostos generals de l'estat
PGE 1962/1963
Aprovats amb la Llei 85/1961 de 23 de desembre.
PGE 1966/1967
Aprovats amb la Llei 194/1965 de 21 de desembre.
PGE 1975
Aprovats amb la Llei de 19 de desembre de 1974.
PGE 1981
Aprovats amb la Llei 74/1980 de 29 de desembre.
PGE 1987
Aprovats amb la Llei 21/1986 de 23 de desembre.
PGE 1988
Aprovats amb la Llei 33/1987 de 23 de desembre.
PGE 1995
Convergència i Unió acordà amb el govern central aprovar els PGE per a l'any 1995 a canvi de la concessió del 15% de l'IRPF.
PGE 1996
El partit política català Convergència i Unió no donà suport als PGE per al 1996, el setembre de 1995.
PGE 1998
Van ser aprovats amb la Ley 65/1997, de 30 de desembre i s'assignà un total de 23.516.381.753 pessetes.
La despesa pública va disminuir. S'augmentà les retribucions del personal públic segons la inflació econòmica que s'havia previst i també s'augmentà les pensions públiques seguint l'índex d'inflació previst.
PGE 2016
El programa per al transport metropolità dels PGE 2016 tenia assignada una partida de 250 milions d'euros. La meitat foren destinats a Madrid (126 milions d'euros), 98 milions a Barcelona i la resta, 25 milions, a Canàries, mentre que el transport metropolità de València rebé 0 euros. València tenia problemes per pagar l'Empresa Municipal de Transports de València.
Rodalies Renfe de València rebé 1 milió d'euros mentre que altres regions com Madrid, Barcelona, Sevilla i Màlaga reberen quantitats superiors.
El Port de Barcelona rebé 135 milions d'euros i el Port de València, 51 milions d'euros. El Port de València és el cinquè port més important d'Europa i el primer de l'Estat Espanyol. La dàrsena del Port de València rebé 2 milions d'euros tenint 400 milions de deute mentre que els deutes de les dàrsenes del Port de Sevilla i el Port de Barcelona foren perdonats.
No es destinaren 130 milions d'euros per al túnel de Serreria ni 900 milions per a alliberar el Parc Central i construir l'estació de l'AVE.
El Museu del Prado rebé 45 milions d'euros i el Museu de Belles Arts de València, 2,2 milions. L'IVAM rebé 171.000 euros mentre que Museu Reina Sofía 36 milions, el Museu Thyssen 6 milions i el Museu Nacional d'Art de Catalunya 2 milions d'euros.
PGE 2017
Els PGE per al 2017 foren criticats per l'alcalde de València per destinar 20 milions menys a la ciutat respecte els anteriors (169 milions) i per destinar zero diners al transport metropolità de la ciutat. El poder executiu central de l'Estat Espanyol havia exigit com a condició per a rebre els fons la creació de l'Autoritat de Transport Metropolità de València (ATMV), cosa que la Generalitat Valenciana va complir a principis del 2017.
Els Pressupostos Generals de l'Estat han sigut criticats per Crida pel Finançament, un moviment polític valencià que reivindica uns pressupostos tenint en compte les necessitats dels valencians, el 2017.
PGE 2018
Els PGE per al 2018 destinaren zero diners per al transport metropolità de València, igual que en els anteriors. Com a protesta, una gran part dels representants dels municipis de l'àrea metropolitana de València junt a la directora gerent de l'ATMV anaren a protestar a les portes de la seu del Ministeri d'Hisenda espanyol, a Madrid a principis d'abril. Aquesta protesta demanava un mínim de 38 milions d'euros i fou contestada per part de la secretaria general de Finançament Autonòmic i Local dient que la protesta arriba massa tard respecte el termini d'esmenes ja passat. Aquesta contestació no considerà les diverses cartes enviades des del govern valencià amb anterioritat. El partit polític Ciudadanos presentà més tard a la protesta, pel 27 d'abril, una esmena reclamant 10 milions d'euros, una quantitat inferior.
El Partit Popular decidí el maig de 2018 canviar els PGE destinats al transport metropolità valencià, fent que el PGE 2018 rebera 10 milions i comprometent-se a donar 20 milions per al PGE 2019 i 30 milions el PGE 2020.
PGE 2019
Els PGE presentats pel govern del PSOE foren tombats al Congrés dels Diputats.
PGE 2021
Els PGE per a 2021 foren presentats pel govern de coalició del PSOE i Unidas Podemos a l'octubre de 2020.